# Гвозди (заказник)
Гвозди́ — загальнозоологічний заказник місцевого значення в Україні. Об'єкт розташований на території Ратнівського району Волинської області. 
Площа — 249,5 га, статус отриманий у 2005 році. Перебуває у користуванні ДП «Ратнівське лісомисливське господарство» (Кортеліське лісництво, кв. 11, вид. 19–53; кв. 12, вид. 5–28; кв. 18, вид. 1–11; кв. 19, вид. 1–21).
Статус надано з метою охорони та збереження у природному стані ділянки соснових і сосново-ялинових насаджень з домішкою берези повислої (Betula pendula), осики (Populus tremula), вільхи чорної (Alnus glutinosa). У кв. 12 розміщується включене у насіннєвий генофонд насадження ялини європейської (Picea abies) віком 125 років. 
У заказнику трапляються типові для Полісся види тварин: поліських видів тварин: лось (Alces alces), олень благородний (Cervus elaphus), свиня дика (Sus scrofa), куниця лісова (Martes martes), вивірка звичайна (Sciurus vulgaris), заєць сірий (Lepus europaeus). Тут гніздяться різні види соколоподібних (Falconiformes) та совоподібних (Strigiformes) птахів. 
У заказнику трапляються рідкісні види рослин, занесених до Червоної книги України – лісові орхідеї: коручка чемерникоподібна (Epipactis helleborine), любка дволиста (Platanthera bifolia), гніздівка звичайна (Neottia nidus-avis). Також мешкає рідкісний птах лелека чорний (Ciconia nigra), що охороняється Червоною книгою України, конвенціями CITES, Бернською, Боннською, Угодою AEWA.